# راندي ثورنتون
راندي ثورنتون (بالإنجليزية: Randy Thornton)‏ هو مصارع محترف أمريكي، ولد في 23 ديسمبر 1964 في نيو أورلينز في الولايات المتحدة.

## وصلات خارجية
- راندي ثورنتون على موقع CageMatch worker (الإنجليزية)

- راندي ثورنتون على موقع IMDb (الإنجليزية)